# تامارین زرین‌جامه
تامارین زرین‌جامه (نام علمی: Saguinus tripartitus) نام یک گونه از سرده تامارین است. این گونه از تامارین‌ها دراکوادور و پرو در جنگل‌های کوهستانی رشته‌های کوه‌های آند یافت می‌شود. اندازه این گونه ۲۱۸–۲۴۰ میلیمتر با یک دم به طول ۳۱۶–۳۴۱ میلیمتر است. این گونه از تامارین‌های روزگرد و درخت‌پیما به شمار می‌رود و به دلیل جنگل‌زدایی یک گونه در ردۀ نزدیک تهدید در فهرست سرخ آی‌یوسی‌ان طبقه‌بندی شده است.